# Єлизаветино (Гатчинський район)
Єлизаветино (рос. Елизаветино) — селище у Гатчинському районі Ленінградської області Російської Федерації.
Населення становить 3420 осіб. Належить до муніципального утворення Гатчинський муніципальний округ.

## Географія
Населений пункт розташований на південній околиці міста Санкт-Петербурга.

## Історія
Згідно із законом від 16 грудня 2004 року № 113—оз належить до муніципального утворення Єлизаветинське сільське поселення. 13 травня 2024 у зв'язку з ліквідацією Єлизаветенського сільського поселення увійшло до Гатчинського муніципального округа.

## Населення
| 2002 | 2007  | 2010  | 2017  |
| ---- | ----- | ----- | ----- |
| 3052 | ↘2963 | ↗3120 | ↗3420 |